# Contea di Sussex (New Jersey)
La contea di Sussex, in inglese Sussex County, è una contea del nord del New Jersey negli Stati Uniti. Il capoluogo è Newton.
Fa parte dell'area metropolitana di New York.

## Geografia fisica
La contea confina a nord-est con la contea di Orange dello Stato di New York, a est con la contea di Passaic, a sud-est con la contea di Morris, a sud-ovest con la contea di Warren e a ovest e nord-ovest con le contee di Monroe e di Pike in Pennsylvania.
Il territorio nell'area centro-settentrionale ed occidentale è collinare. All'estremo nord è posta la collina High Point di 549 metri di altezza, che è la massima elevazione dello Stato. L'area meridionale è maggiormente pianeggiante anche se non mancano i rilievi collinari. 
Ad ovest si stende la valle del fiume Delaware, che segna il confine con la Pennsylvania. L'area settentrionale è in larga parte drenata dal fiume Wallkill, che scorre a nord verso la valle dell'Hudson. Numerosi sono i laghi. Al confine sud-orientale è posto il lago Hopatcong, il più grande del New jersey. 
Il capoluogo di contea è Newton. I centri principali sono Vernon, Hopatcong e Sparta. Uno dei primi passi per il suo sviluppo economico fu la creazione nel 1848 della linea ferroviaria Sussex Mine Railroad, rinominata nel 1853 come Sussex Railroad.

## Storia
L'area era abitata dai nativi Lenape, in particolare i Munsee. La contea fu creata nel 175 e deve il suo nome al Sussex in Inghilterra.

## Comuni
- Andover - borough
- Andover Township - township
- Branchville - borough
- Byram - township
- Frankford - township
- Franklin - borough
- Fredon - township
- Green - township
- Hamburg - borough
- Hampton - township
- Hardyston - township
- Hopatcong - borough
- Lafayette - township
- Montague - township
- Newton - town
- Ogdensburg - borough
- Sandyston - township
- Sparta - township
- Stanhope - borough
- Stillwater - township
- Sussex - borough
- Vernon - township
- Walpack - township
- Wantage - township